# Paul Metz
Paul Metz (17. november 1892 i København – 8. september 1975 i Gentofte) var en dansk prokurist, fabrikant og landhockeyspiller som både vandt en olympisk sølvmedalje i landhockey under OL 1920 i Antwerpen. Han var med på det danske hold som endte på andenpladsen i landhockeyturneringen efter Storbritannien.
Paul Metz spillede for Københavns Hockeyklub.